# Heavy Press Program

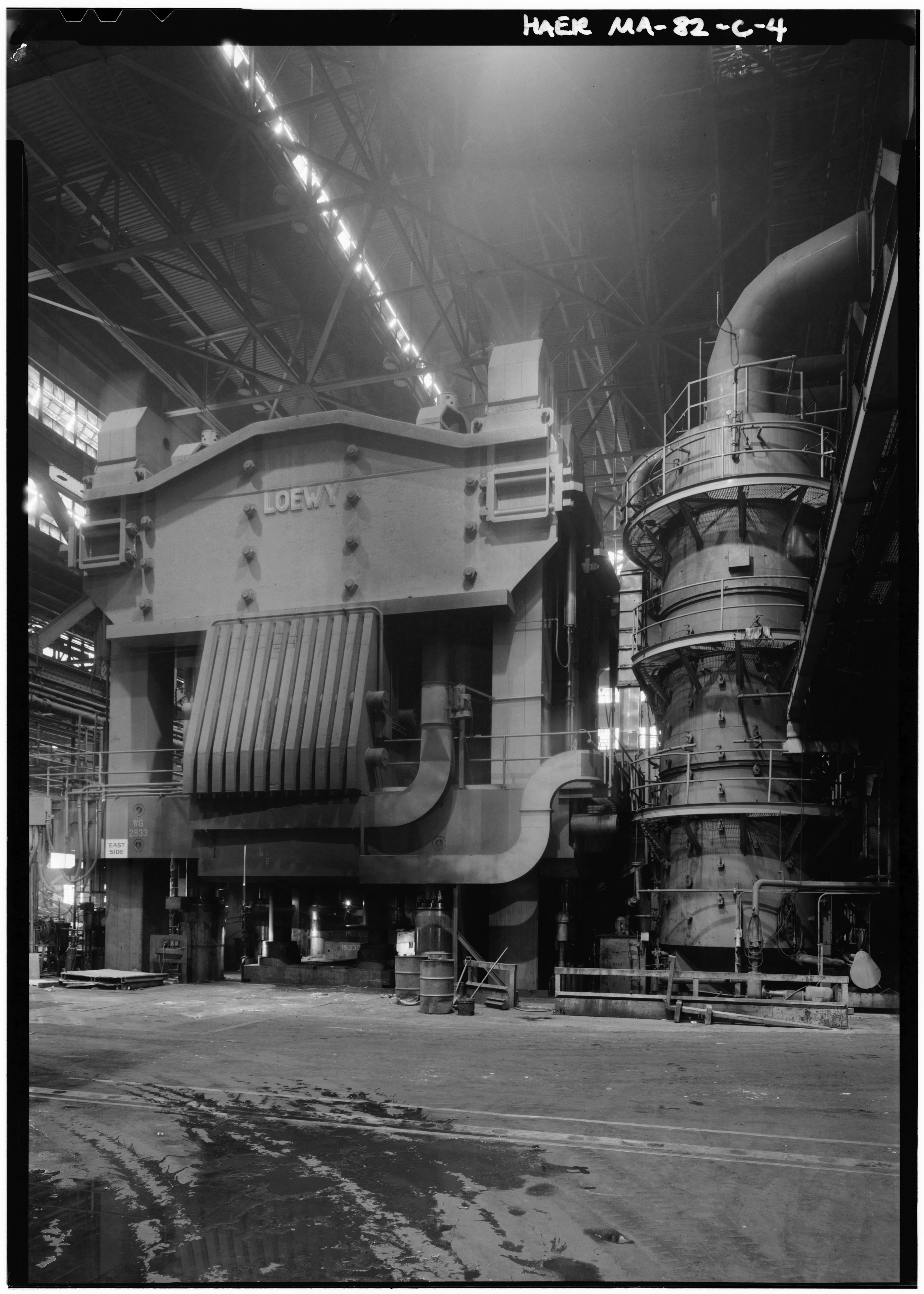
La presse hydraulique à forger de 45000 t exploitée par Wyman-Gordon.

Le Heavy Press Program (littéralement « programme de presse lourde ») était un programme militaire de l'United States Air Force, conçu et mis en place pendant la guerre froide, qui visait à construire les plus grandes presses à forger et les plus grandes presses à extrusion du monde.

## Caractéristiques
Ces presses hydrauliques permirent d'améliorer notablement la capacité de l'industrie de la défense américaine à forger de grandes pièces complexes d'alliages légers fabriquées à partir de magnésium et d'aluminium. Le programme a été lancé en 1950 et s'est terminé en 1957 après la fabrication de quatre presses à forger et de six presses à extrusion pour un coût total de 279 millions de dollars américains (2,2 milliards de dollars valeur 2014). En 2014, huit de ces presses sont encore en fonction, fabriquant des composants structuraux pour les aéronefs militaires et civils. Les deux de 45 000 t sont toujours les plus grandes utilisées par l'industrie aux États-Unis, mais la Chine, la France, le Japon et la Russie (dès 1957) disposent de presses de plus grande puissance (80 000 tonnes de pression pour la plus puissante au monde, installée en Chine et en service depuis janvier 2013),,.
Le programme a permis de fabriquer dix machines, quatre à forgeage et six à extrusion, :
| Capacité (tonne) | Type de presse | Constructeur                | Exploitant         | Lieu                                                   | Première exploitation/ fin de vie                                    | Remarques                                                                       | Illus.                     |
| ---------------- | -------------- | --------------------------- | ------------------ | ------------------------------------------------------ | -------------------------------------------------------------------- | ------------------------------------------------------------------------------- | -------------------------- |
| 12 000 t         | extrusion      | Schloemann.                 | Alcoa              | Lafayette, Indiana                                     | 1953                                                                 | La plus puissante presse à extrusion des États-Unis à sa mise en service.       |                            |
| 45 400 t         | forgeage       | Mesta Machinery (en)        | Alcoa              | Air Force Plant 47 1600 Harvard Avenue Cleveland, Ohio | 5 mai 1955                                                           |                                                                                 | Photo de la presse en 1985 |
| 32 000 t         | forgeage       | United Engineering Co. (en) | Alcoa              | Air Force Plant 47 1600 Harvard Avenue Cleveland, Ohio | 1955                                                                 | Configuration Push-down, 8 vérins, 8 colonnes tirants.                          |                            |
| 7 348 t          | extrusion      | Loewy Hydropress            | Kaiser Aluminum    | Halethorpe, Comté de Baltimore, Maryland               | 1955 Démolie en 2021 après la fermeture de l'usine par Arconic (en). |                                                                                 |                            |
| 7 348 t          | extrusion      | Loewy Hydropress            | Kaiser Aluminum    | Halethorpe, Comté de Baltimore, Maryland               | 1955 Démolie en 2021 après la fermeture de l'usine par Arconic (en). |                                                                                 |                            |
| 7 348 t          | extrusion      | Loewy Hydropress            | Harvey Machine Co. | Torrance, Californie                                   | 1955 Démolie ou vendue dans les années 1990.                         |                                                                                 |                            |
| 10 900 t         | extrusion      | Lombard Corporation         | Harvey Machine Co. | Torrance, Californie                                   | 1957 Démolie dans les années 1990.                                   |                                                                                 |                            |
| 45 400 t         | forgeage       | Loewy Hydropress            | Wyman-Gordon       | North Grafton, Massachusetts                           | Octobre 1955                                                         | Nom de code Major. Configuration Push-down, 8 vérins, 8 colonnes tirants.       |                            |
| 32 000 t         | forgeage       | Loewy Hydropress            | Wyman-Gordon       | Grafton, Massachusetts                                 | 1955                                                                 | Nom de code Minor. 2 béliers secondaires de 2 700 t chacun.                     |                            |
| 11 000 t         | extrusion      | Loewy Hydropress            | Curtiss-Wright     | Buffalo, New York                                      | avril 1955                                                           | La plus puissante presse à extrusion horizontale au monde à sa mise en service. |                            |

L’American Society of Mechanical Engineers a classé les presses à forger de 45 400 t utilisées par Alcoa et Wyman-Gordon comme Historic Mechanical Engineering Landmarks.
La presse d'Alcoa qui pèse 7 300 tonnes est constituée de quatorze principaux composants structurels, coulés en fonte ductile pesant jusqu'à 250 tonnes chacun ; ses boulons en acier font 24 mètres de long et, lorsqu'ils sont activés, ses huit principaux vérins hydrauliques fournissent jusqu'à 45 400 t de pression. La machine-outil mesure 26,5 mètres de haut. La table de moulage mesure 7,92 m par 3,66 m et la course maximale est de 1,83 m. Les deux presses de 45 400 t sont alimentées par d'énormes systèmes hydrauliques utilisant de l'eau à haute pression et qui consomment 45 000 litres/min à une pression de 310 bar. En 2012, la presse est remise en service chez Alcoa après trois ans de reconstruction au coût de 100 millions de dollars dont 16 millions d'aide de l'État. Un nouveau système de contrôle permet une meilleure finition avec moins d'usinage. L'entreprise estime, à cette date, pouvoir encore l'exploiter jusqu'aux années 2060 au moins. En 2014, cette presse a fourni la plus grande coque monolithique en aluminium du monde pour les véhicules de combat.
Les trois presses de 7 400 t ont à l'origine une spécification pour 7 300 t. Étant d'une même série, les pièces sont interchangeables. L'installation des deux presses dans l'usine de Halethorpe a couté 25 millions de dollars de l'époque à Kaiser Aluminum and Chemical Corporation.

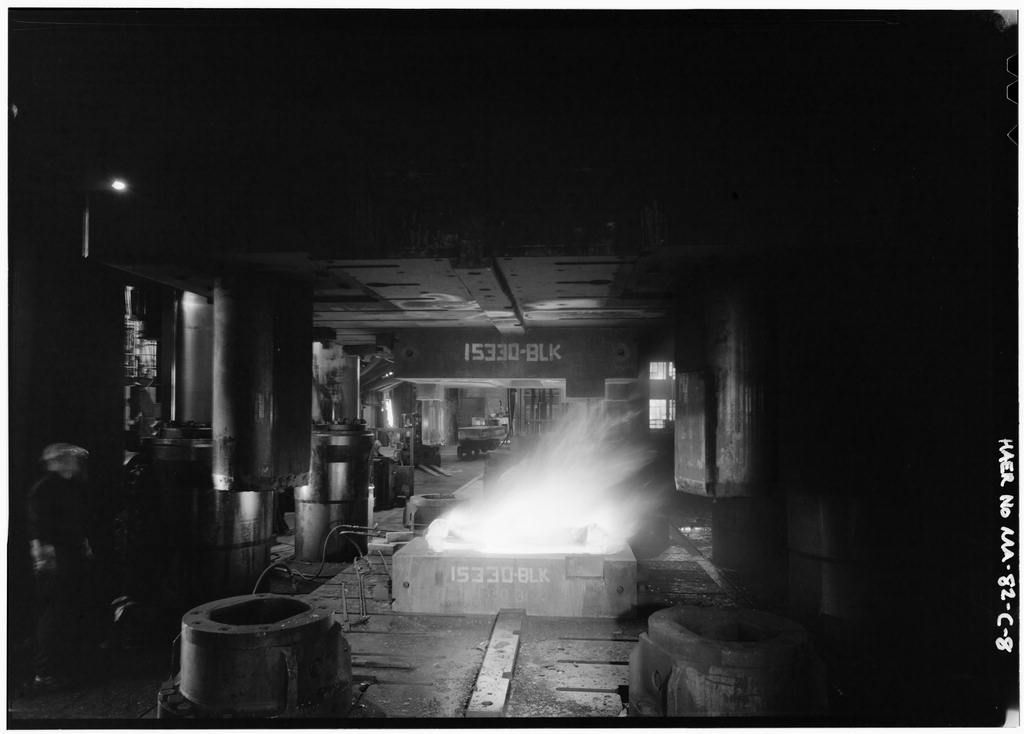
Une pièce forgée par la presse de 45 000 t de Wyman-Gordon.
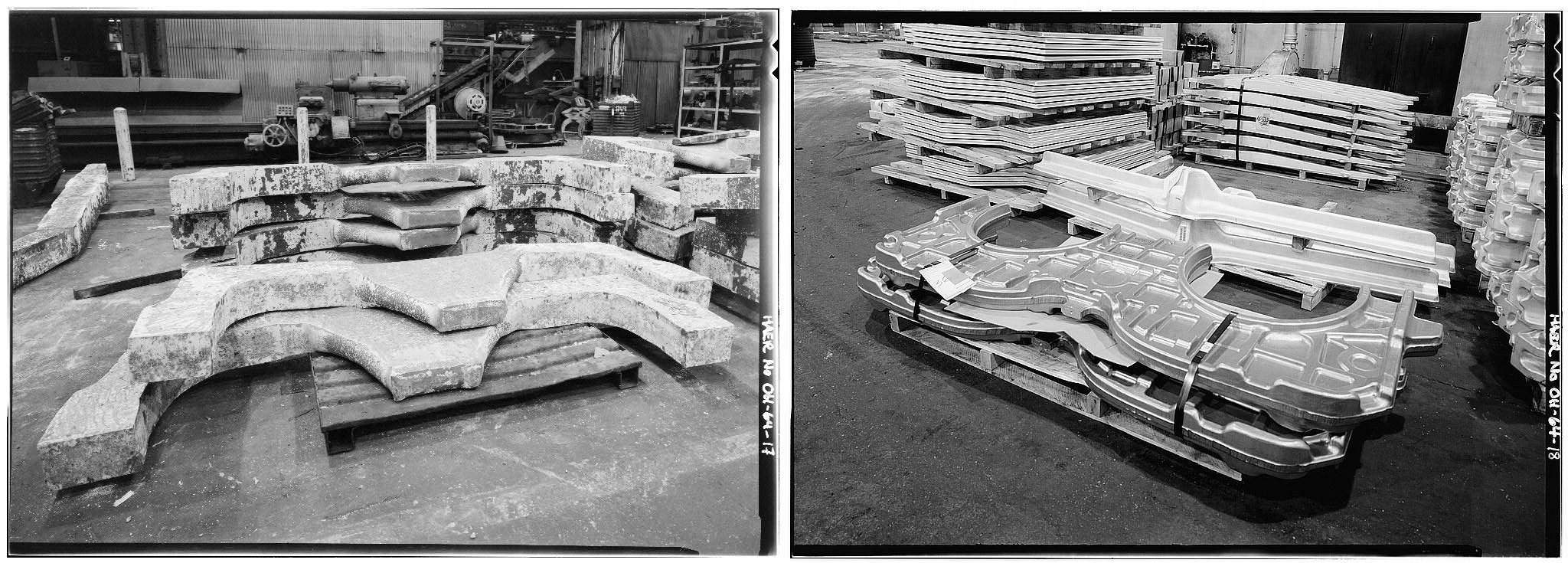
Des pièces en titane pour l'avion de combat McDonnell Douglas F-15 Eagle avant et après avoir été pressées par la presse à forger de 45 400 t exploitée par Alcoa.

## Historique

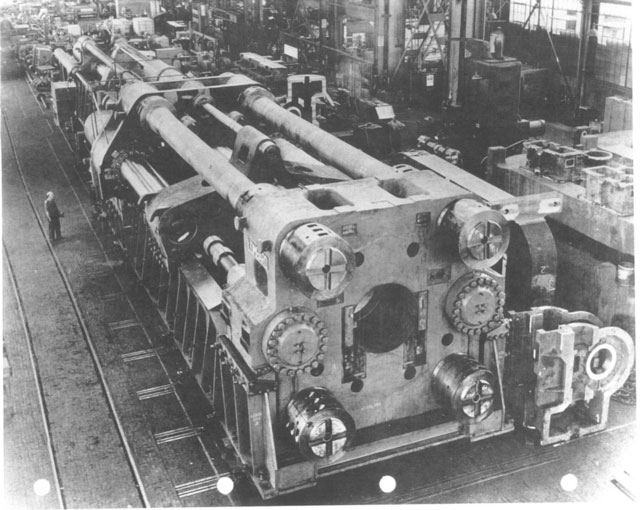
La presse hydraulique à extruder de 11000 t exploitée par Harvey Machine Co. mesure 91 m de long et pèse environ 3600 tonnes, pour une variance maximale de seulement 0.1 mm.

L’Heavy Press Program s'inspire d'expériences de la Seconde Guerre mondiale. L'Allemagne avait les plus grosses presses à forger pendant la guerre et les utilisait pour la fabrication d'avions de combat plus performants que les avions alliés. À la fin de la guerre, l'Union soviétique s'empara de la plus grosse presse allemande encore en activité, d'une capacité de 30 000 tonnes ; des spécialistes croyaient avoir mis la main sur les plans d'une presse de 50 000 tonnes. Deux presses d'une capacité de 15 000 tonnes furent saisies par l'armée américaine et apportées aux États-Unis. En 1946, une presse américaine de 16 400 t, commandée pendant le conflit, entre en service.
La guerre froide alimentant les inquiétudes américaines, des stratèges croyaient que la presse soviétique donnerait un avantage insurmontable à l'aviation soviétique, ce qui les incita à lancer l’Heavy Press Program dans le but de gagner la course aux armements,,.
Dix-sept presses, les plus grandes alors jamais construites aux États-Unis, étaient prévues au lancement de la fabrication pour un coût total de 389 millions de dollars américains (
4134 millions actuels), mais ce nombre fut réduit à dix en 1953. Une onzième, d'une puissance de 23 000 t, construite par E. W. Bliss Company (en) a vu sa construction arrêtée et fut stockée à Newark (Ohio).
Le lieutenant général de l'Air Force Kenneth Bonner Wolfe, un des responsables du Air Materiel Command était le principal promoteur du Heavy Press Program. Alexander Zeitlin (en) est une autre personnalité qui a participé au programme.
Les dix machines auraient dû entrer en service en 1955 mais la dernière ne fonctionna qu'à partir de 1957. Reynolds Metals Company aurait dû recevoir deux presses dans son usine de Phoenix (Arizona) mais elles ont été réassignées à d'autres sites.
En 1982, Wyman-Gordon (en) rachète les deux presses et l’usine qui les exploite au gouvernement des États-Unis.
En 1983, l’armée de terre des États-Unis étudia la possibilité de construire des presses de 73 000–181 500 t de puissance pour concurrencer deux presses soviétiques de 75 000 t mises en service en 1957 et 1960. Ce projet, soutenu par Alexander Zeitlin, resta sans suite. À cette date, quatre des presses du programme sont parmi les sept plus puissantes en service aux États-Unis.
Le site de Californie opéré par Harvey Machine Co., devenue plus tard Harvey Aluminum (Incorporated), a fermé, ce qui a conduit au démantèlement d'une presse de 10 900 tonnes et au démantèlement ou à la vente de la presse de 7 300 tonnes dans les années 1990.